# Osman Júnior
Osman de Menezes Venâncio Júnior, mais conhecido como Osman Júnior (São Paulo, 29 de outubro de 1992), é um futebolista brasileiro que atua como ponta-esquerda e meia-atacante. Atualmente, atua pelo Brusque.

## Carreira

### Oeste
Nascido em São Paulo, inicialmente atuou nas categorias de base do Grêmio Barueri e do Santos. Liberado em 2012, ele assinou com o Oeste e fez sua estreia no dia 12 de agosto, entrando no segundo tempo em uma derrota fora de casa por 1 a 0 contra a Chapecoense, válida pela Série C de 2012.
Disputou apenas dois jogos e foi comunicado de que não seria aproveitado no ano seguinte.

### Comercial-SP
No dia 3 de julho de 2013, por indicação do treinador Luís Carlos Martins, foi contratado pelo Comercial-SP. No entanto, não realizou partida nenhuma pelo clube de Ribeirão Preto e acabou sendo dispensado.

### Luverdense
Após curtas passagens no Sertãozinho e Juventus-SP, em 10 de janeiro de 2015, foi anunciado como o novo reforço do Luverdense. Estreou no dia 8 de fevereiro, em uma vitória fora de casa por 2 a 1 contra o Tocantinópolis, em disputa pela Copa Verde.
Marcou seu primeiro gol no dia 5 de março, em um empate contra a Cabofriense por 1 a 1, válido pela Copa do Brasil. Fez sua primeira partida pela Série B no dia 9 de maio, em uma derrota fora de casa por 1 a 0 contra o Náutico.
Seu primeiro gol na Série B aconteceu no dia 16 de maio, contra o América Mineiro, marcando de pênalti na vitória em casa por 1 a 0.

### América Mineiro
No dia 28 de dezembro de 2015, Osman foi emprestado por um ano ao América Mineiro, recém-promovido à Série A de 2016. Estreou no dia 28 de janeiro de 2016, em uma vitória em casa contra o Figueirense por 1 a 0, válida pela Primeira Liga. Marcou seus dois primeiros gols pelo Coelho no dia 31 de janeiro, contra o Tupi, na vitória de 3 a 0 em casa válida pelo Campeonato Mineiro.
Devido às boas atuações no América, chamou a atenção de clubes como Santos e Sport.

### Chapecoense
No dia 9 de janeiro de 2017, após concordar com um contrato de empréstimo de um ano, Osman foi anunciado na Chapecoense como um dos reforços após a tragédia do Voo LaMia 2933, no qual matou praticamente boa parte do time. Ele foi apresentado juntamente com Luiz Otávio; Andrei Girotto e Elias, seus ex-companheiros no Luverdense.
Estreou pela Chape no dia 26 de janeiro, no empate de 0 a 0 com o Joinville válido pela Primeira Liga. Seu primeiro jogo na Libertadores aconteceu no dia 7 de março, entrando como substituto em uma vitória por 2 a 1 fora de casa contra o Zulia. Marcou seu primeiro gol pelo Verdão do Oeste no dia 11 de junho, durante uma derrota fora de casa por 3 a 2 para a Ponte Preta.
Em junho sofreu uma grave lesão no joelho, ficando afastado pelo restante da campanha. No entanto, seu empréstimo foi prorrogado no dia 8 de janeiro de 2018.

### Red Bull Brasil
No dia 7 de janeiro de 2019, assinou um contrato de curto prazo com o Red Bull Brasil para a disputa do Campeonato Paulista. Estreou pelo Touro Loko no dia 20 de janeiro, em um empate em casa por 1 a 1 contra o Palmeiras. Marcou seu primeiro gol pelo clube no dia 8 de fevereiro, em uma vitória por 2 a 1 contra o Ituano em casa.

### Bragantino
Tornou-se jogador do Bragantino quando o Red Bull Brasil se fundiu com o Bragantino em abril de 2019 e posteriormente, seria formado o Red Bull Bragantino no ano seguinte. Estreou no dia 26 de abril, em uma vitória fora de casa contra o Brasil de Pelotas por 1 a 0, começando como titular.
Pelo Bragantino, realizou apenas duas partidas e não marcou nenhum gol. Posteriormente foi dispensado para assinar com outro clube.

### Gyeongnam
Após fracassar na sua tentativa de transferência pro Querétaro, do México, no dia 22 de julho de 2019 foi anunciada a sua transferência para o Gyeongnam, da Coreia do Sul. No total, disputou sete partidas, apenas um gol e foi dispensado no ano seguinte.

### Ponte Preta
Após uma curta passagem na Coreia do Sul, Osman voltou ao Brasil e assinou com a Ponte Preta no dia 30 de junho de 2020, fechando contrato por um ano. Estreou no dia 26 de julho, entrando como substituto em uma vitória fora de casa contra o Mirassol por 1 a 0.
Não foi muito aproveitado pelos técnicos João Brigatti e Marcelo Oliveira em sua passagem na Ponte Preta durante o Paulistão de 2020 e a Série B de 2020, aparecendo em nove partidas (todas como substituto) e não tendo marcado nenhum gol. No dia 13 de novembro de 2020, teve o seu contrato rescindido.

### Coritiba
Foi confirmado como novo reforço do Coritiba no dia 18 de novembro, assinando até fevereiro de 2021. Estreou no dia 21 de novembro, começando como titular na derrota por 3 a 1 para o Flamengo.

## Títulos
Oeste
- Campeonato Brasileiro - Série C: 2012

América Mineiro
- Campeonato Mineiro: 2016

Chapecoense
- Campeonato Catarinense: 2017

Red Bull Brasil
- Campeonato Paulista do Interior: 2019

Cuiabá
- Campeonato Mato-Grossense: 2021

Mirassol
- Campeonato Brasileiro - Série C: 2022